# 鹰击81反舰导弹
鹰击81反舰导弹（YJ-81）是中华人民共和国于1990年代研制的飞航式空射反舰导弹，是鹰击八号反舰导弹系列中的以作战飞机为发射平台的衍生型号，由中国飞航导弹研究院（中国航天机电集团公司第三研究院）研发，服役于中华人民共和国海军，是中国人民解放军装备的第一种由战斗轰炸机等较轻型的飞机挂载的反舰导弹武器。此型号导弹对应的出口外销型号是C801K。

## 研制
鹰击八号导弹最初批准就是作为轻型作战飞机配套的空对舰导弹，由于配套挂载机不确定的原因，才先发展成了舰对舰导弹。
鹰击81是在鹰击八号基础上发展的专用空射型。于1988年正式开始研制。因为载机在空中能赋予导弹一定的初始速度，所以不带固体火箭助推器，该导弹长度比鹰击8较短。因无须装载容器所以采用固定弹翼。此型导弹主要装备歼轰-7型“飞豹”战斗轰炸机。由于配套载机研制进度滞后，直到1996年完成试验，1999年批准定型。主要性能指标和鹰击8相差不多。鹰击81导弹仍采用与鹰击8相同的固体燃料火箭发动机，射程相对较短，达不到“防区外”远程打击能力。

## 外销
用于外贸出口的C801K于1992年开始研制，在1997年定型。出口型C801K与中国军队自用的鹰击81的末制导雷达不同，挂架连接标准亦不同，C801K采用北约标准。
有报道称，该型导弹曾出口到伊朗等国。